# Юдіна Марія Веніамінівна
Марі́я Веніамі́нівна Ю́діна (рос. Мари́я Вениами́новна Ю́дина; 28 серпня (9 вересня) 1899, Невель — 19 листопада 1970, Москва) — радянська піаністка.

## Біографія
У 1912—1921 роках навчалася у Петербурзькій консерваторії у Анни Єсіпової, Фелікса Блюменфельда, Анатолія Дроздова та Леоніда Ніколаєва. По закінченні розпочинає концертну та викладацьку діяльність в Ленінградській консерваторії. 1930 року була звільнена після газетних публікацій у рамках боротьби з релігійними поглядами викладачів. Лише в 1932 році їй вдалося влаштуватися у Тбіліській консерваторії, а з 1936 року — (за сприяння Генріха Нейгауза) у Московській, де вона працювала до 1951 року. В 1944—1960 роках Юдіна також викладала в Інституті імені Гнєсіних.
Серед її учнів — відомий музичний педагог і піаністка Анна Артоболевська, естонська композиторка — Лідія Аустер.
Юдина була серед улюблених піаністів Йосипа Сталіна. Одного разу ввечері, коли Сталін випадково почув по радіо трансляцію фортепіанного концерту № 23 Моцарта, він негайно зажадав зробити відбиток, щоб завжди мати при собі платівку. Коли Юдіна приїхала додому після концерту, її розбудили офіцери, відвезли на студію звукозапису, де її вже чекав нашвидку зібраний невеликий оркестр. Так був зроблений запис посеред ночі, а єдина копія була відтиснута з матриці й потім представлена Сталіну (матриця вижила, і запис доступний на компакт-диску).
Незважаючи на визнання з боку вождя, піаністка залишалася безкомпромісним критиком сталінського режиму. А коли їй видали Сталінську премію, то вона пожертвувала її Православній Церкві на покриття «нескінченних сталінських гріхів». Один з москвичів так розповідає про перше враження від Марії Юдіної: «У мене є два вороги, — говорить Юдіна, прибираючи зі стола після обіду, — крихти й радянська влада».
В 1960 році Марія Юдіна була звільнена із Гнесинського інституту через свої православні переконання й за симпатії до сучасної західної музики. Вона продовжувала давати публічні концерти, але їй було відмовлено в записах. Після того, як у Ленінграді вона прочитала зі сцени вірші Бориса Пастернака у відповідь на виклик на біс, Юдіній було заборонено вести концертну діяльність на строк у п'ять років. В 1966 році, коли заборона була знята, Марія Юдіна прочитала цикл лекцій з романтизму в Московській Консерваторії. Останній концерт Юдіної відбувся у 1969 році.

## Творчість
Марія Юдіна багато концертувала переважно із сольними концертами або в камерному ансамблі (особливо із Квартетом імені Бетховена і Квартетом імені Глазунова). У коло її інтересів входила, насамперед, новітня радянська і світова музика: Юдіна була першим в СРСР виконавцем ряду творів А. Берга, П. Гіндеміта, Е. Кшенека, Б. Бартока, А. Веберна, О. Мессіана та ін.; багаторічна творча співдружність зв'язувала її з C. С. Прокоф'євим і Д. Д. Шостаковичем. Разом з тим Юдіна відома як одна із найкращих виконавиць музики Шуберта, Й. С. Баха, Бетховена, Брамса та Моцарта.
Крім того Юдіна залишила багату епістолярну спадщину. Вона листувалася з І. Ф. Стравінським, Б. Пастернаком, Карлгайнцем Штокгаузеном й ін.), збереглися її спогади про В. Софроницького, М. Бахтіна, М. Горького, М. Цвєтаєву, Б. Пастернака, та інших.

## Публікації
1. Лучи божественной любви: Лит. наследие. М.; СПб., 1999.
2. Вы спасетесь через музыку. Литературное наследие. М.: Классика-XXI, 2005
3. Высокий стойкий дух. Переписка 1918—1945 гг. М.: РОССПЭН, 2006
4. Обреченная абстракции, символике и бесплотности музыки. Переписка 1946—1955 гг. М.: РОССПЭН, 2008
5. Жизнь полна смысла. Переписка 1956—1959 гг. М.: РОССПЭН, 2008
6. PRO DOMO SUA. К. И. Чуковский и М. В. Юдина// Новый мир, 2005, № 11